# Anden Hud
Anden Hud（簡稱AH）是臺灣的內著服飾品牌，由采定國際行銷股份有限公司於2010年創立。品牌名稱源自丹麥語的「第二層肌膚」（anden hud），其產品以棉質內衣褲為主，並在臺灣進行生產，部分產品通過經濟部產業發展署的MIT微笑標章認證。

## 歷史
創辦人張家銘過去曾有布料產業的從業經驗，後於2010年與王玫玲共同創立Anden Hud，品牌成立初期主要透過電子商務銷售女性棉質內褲。

## 產品與市場策略
品牌主要採用直面消費者（D2C）的商業模式，不透過傳統經銷商，直接在官方網站銷售產品。 產品線包含男、女、兒童的內衣褲及睡衣等。除了基本款式外，也開發機能性（如無痕、抗菌）與授權圖樣的產品系列。
在市場擴展方面，Anden Hud自2015年起拓展臺灣以外的市場，服務範圍涵蓋香港、澳門、馬來西亞、新加坡等地，並於2023年針對香港市場設立專屬官方網站。 在行銷方面，品牌利用LINE官方帳號發布免費貼圖與折扣等方式與顧客互動。

## 聯名合作
品牌曾與多個內容授權方合作，推出聯名系列商品，合作對象包含三麗鷗、迪士尼、華納兄弟旗下的DC漫畫等。

## 外部連結
Anden Hud